# Cautionnement personnel en droit québécois
Vous pouvez aider à l'améliorer ou bien discuter des problèmes sur sa page de discussion.
- Certaines informations devraient être mieux reliées aux sources mentionnées dans la bibliographie ou les liens externes. Améliorez sa vérifiabilité en les associant par des références. (Marqué depuis mai 2025)
- Son texte doit être wikifié : il ne correspond pas à la mise en forme Wikipédia (style, typographie, liens internes, liens entre les wikis, etc.). (Marqué depuis mai 2025)
- Il est orphelin : moins de trois articles lui sont liés. Aidez à ajouter des liens en plaçant le code [[Cautionnement personnel en droit québécois]] dans les articles relatifs au sujet. (Marqué depuis mai 2025)

En droit québécois, le cautionnement personnel est défini à l'article 2333 du Code civil du Québec, comme étant « le contrat par lequel une personne, la caution, s’oblige envers le créancier, gratuitement ou contre rémunération, à exécuter l’obligation du débiteur si celui-ci n’y satisfait pas ». 

## Caractère exprès et d'adhésion
L'art. 2335 C.c.Q. précise que le cautionnement a un caractère exprès, il ne peut pas être verbal. D'après l'arrêt Banque Manuvie du Canada c. Conlin, le cautionnement est un contrat d'adhésion, au sens de l'art. 1379 C.c.Q. Il existe une obligation d'agit de bonne foi (art. 1375 C.c.Q.).

## Obligation de renseignement
D'après l'art. 2345 C.c.Q., le créancier doit renseigner la caution. D'après l'art. 2355 C.c.Q., l’exception  de subrogation et le droit à l’information sont d’ordre public : on ne peut pas y renoncer à l’avance. Mais on peut accepter de subir le préjudice au moment où il survient. 

## Recours anticipé de la caution
L'art. 2359 C.c.Q. concerne le recours anticipé de la caution : normalement, créancier réclame à la caution. Mais la caution peut agir contre le créancier dans six situations : 1) La caution est poursuivie en justice pour le paiement 2) Le débiteur est insolvable 3) Le débiteur s’est obligé à lui apporter sa quittance dans un certain temps 4) La dette est devenu exigible par l’arrivée de son terme, abstraction faite du délai accordé au débiteur sans le consentement de la caution  5) La caution court plus de risques en raison de pertes subies par le débiteur (par ex. pertes d’un pommiculteur). 6) La caution court plus de risques en raison d’une faute du débiteur 

## Extinction de la caution
L’extinction de la caution fait disparaître les obligations de la caution.  À l'art. 2366 C.c.Q., il est prévu que l'acceptation volontaire que le créancier a faite d’un bien, en paiement de la dette principale, décharge la caution; cela découle d'une dation en paiement (art. 1299 C.c.Q.). 

## Fin de la caution
L'extinction de la caution n’est pas la même chose que la fin de la caution, où certaines obligations survivent.
Le décès de la caution équivaut à la fin du cautionnement, d'après l'art. 2361 C.c.Q. et l'arrêt Banque nationale du Canada c. Soucisse. La conséquence de la fin du cautionnement est que les héritiers de la caution décédée devront payer la somme payable par la caution. La fin du cautionnement entraîne la fin de l’obligation de couverture, c'est-à-dire l'obligation de continuer de cautionner, mais l’obligation de règlement (obligation de rembourser si le débiteur ne paie pas) subsiste. L'art. 2361 C.c.Q. vise une situation de marge de crédit. Par exemple, s’il y a ré-emprunt sur la marge de crédit après la mort de la caution, les héritiers ne sont pas tenus de payer la somme du ré-emprunt.
L'art. 2364 C.c.Q. précise que lorsque la caution prend fin, la caution demeure tenue des dettes existantes. L'art. 2362 C.c.Q. autorise la résiliation unilatérale de la caution, mais la disposition n'est pas d'ordre public. L'art. 2363 Cc.Q. prévoit que lorsque le cautionnement est lié à l'exercice de fonctions particulières prend fin lorsque cessent les fonctions.